# 秋本みな子
秋本 みな子（あきもと みなこ）は、日本の女優。音楽座ミュージカルRカンパニーに所属。兵庫県出身。

## 人物
大阪『キャッツ』のオーデションに合格し、劇団四季に入団。初舞台は、『キャッツ』のタントミール。その後、2006年4月からRカンパニーに所属。2015年２月に退団。2016年2月、古巣の劇団四季で「オペラ座の怪人」にマダム・ジリー役でキャスティングされ、2016年8月には「マンマ・ミーア！」東京公演でロージー役で久々に劇団四季の作品に出演を果たしている。

## 舞台
- キャッツ（タントミール）
- オペラ座の怪人（メグ・ジリー/マダム・ジリー）
- 美女と野獣（ベル/バベット）
- コーラスライン（マギー/ディアナ）
- クレイジー・フォー・ユー（テス/パッツィー）
- 赤毛のアン（ダイアナ・バリー）
- エルコスの祈り（エルコス）
- 雪ん子（ゆき）
- 王子と乞食（エドワード王子）
- ソング＆ダンスpart1/part2（ヴォーカル）
- リトルプリンス（花役/黄花）
- とってもゴースト（かたまり様）
- 泣かないで(スール山形)
- アイ･ラブ･坊っちゃん（夏目鏡子）
- メトロに乗って（軽部みち子）
- マドモアゼルモーツファルト（カテリーナ）
- シャボン玉とんだ宇宙までとんだ（春江）
- マンマ・ミーア!（ロージー）
- パリのアメリカ人
- ロボット・イン・ザ・ガーデン（バイプレイヤー）
- ウィキッド（マダム・モリブル）
- ジョン万次郎の夢（アリー/ポリー）